# 副島新五
副島 新五（そえじま しんご、1971年1月23日 - ）は、日本の俳優。長崎県長崎市出身。神戸の劇団である劇団赤鬼にて元看板俳優として活躍していた。

## 主な出演作品

### テレビ
- 家族レッスン（ABC）
- ソードブル -風刃の蓮- （関西テレビ）- イズナの甚八 役
- あいまいな殺人（よみうりテレビ）- 榊甚五郎 役
- NHK大阪発地域ドラマ アオゾラカット - 川村吾郎 役
- 殺陣師列伝〜知られざる殺陣の世界〜（時代劇専門チャンネル） - ナレーター
- ブギウギ (テレビドラマ)

### 舞台
- イエス斬り捨て（劇団ファントマ）
- ふね（元祖黒久1.1.1）
- 悪いヒトたち。（伊藤えん魔プロデュース）
- スイミンのひみつ（ドナインシタイン博士のひみつ学会）
- ガラスの仮面（世田谷文学館）
- ミャンマーの唄声（大阪人情喜劇の会）
- のらん

### 映画
- 赤龍の女 - 志野 役
- バロック的狂躁曲 - 主演・山田太郎 役

## YouTube動画
動画サイトYouTubeにおいて自身が掲載した「本気でネコに襲われてみた」シリーズが話題となり、2008年度YouTubeアワードにノミネートされる。この動画は副島新五の妹の飼い猫さしみさんが激怒して襲いかかってくる様子をとらえたもの。